# Ulrich Wandruszka
Ulrich Wandruszka (* 2. Oktober 1941 in Stuttgart) ist ein deutscher Linguist, Romanist und Hochschullehrer.

## Leben und Wirken
Ulrich Wandruszka, ein Sohn des Romanisten und Sprachwissenschaftlers Mario Wandruszka, legte seine Reifeprüfung 1961 am Uhland-Gymnasium Tübingen ab. Anschließend studierte er Romanistik und Germanistik an den Universitäten in Hamburg, Heidelberg und Tübingen. An der Eberhard Karls Universität Tübingen absolvierte er 1967 das Staatsexamen für den höheren Schuldienst in seinen beiden Studienfächern, nachdem er für ein Jahr als „Assistant d‛allemand“ an einer Schule in Paris tätig gewesen war. 1970/71 promovierte er dann im Fach Romanistik bei Helmut Stimm an der Universität München mit einer sprachwissenschaftlichen Arbeit. Von 1971 bis 1981 arbeitete er als wissenschaftlicher Assistent an der Universität München und versah einen Lehrauftrag für französische und italienische Sprachwissenschaft. Dort habilitierte er sich 1979 und lehrte bis 1987 als außerplanmäßiger Professor. Lehrstuhlvertretungen übernahm er zwischendurch an der Technischen Universität Berlin sowie den Universitäten Würzburg, München und Wien. Im Jahre 1986 wurde er auf einen Lehrstuhl für Romanistik an der Universität Klagenfurt berufen, wo er von 1987 bis zu seiner Emeritierung 2010 forschte und lehrte. Seine Forschungsschwerpunkte liegen im Bereich der Sprachwissenschaft (französische, italienische und spanische Sprache).

## Veröffentlichungen (Auswahl)
- Französische Nominalsyntagmen. Relationsadjektivkonstruktion, 'Subst.+Subst.'-Kompositum, Präpositionalsyntagma (= Romanica Monacensia, Bd. 7). Fink, München 1972 (= Dissertation Universität München).
- Probleme der neufranzösische Wortbildung (= Romanistische Arbeitshefte, Bd. 16). Niemeyer, Tübingen 1976, ISBN 3-484-50086-7.
- Studien zur italienischen Wortstellung. Wortstellung, Semantik, Informationsstruktur (= Tübinger Beiträge zur Linguistik, Bd. 193). Narr, Tübingen 1982, ISBN 3-87808-562-1 (= Habilitationsschrift Universität München).
- (Hrsg., mit Sieglinde Heinz): Fakten und Theorien. Beiträge zur romanischen und allgemeinen Sprachwissenschaft. Festschrift für Helmut Stimm zum 65. Geburtstag (= Tübinger Beiträge zur Linguistik, Bd. 191). Narr, Tübingen 1982, ISBN 3-87808-936-8.
- (mit Otto Gsell): Der romanische Konjunktiv (= Romanistische Arbeitshefte, Bd. 26). Niemeyer, Tübingen 1986, ISBN 978-3-484-54026-2.
- Syntax und Morphosyntax. Eine kategorialgrammatische Darstellung anhand romanischer und deutscher Fakten (= Tübinger Beiträge zur Linguistik, Bd. 430). Narr, Tübingen 1997, ISBN 3-8233-5095-1
- (Hrsg., mit Elisabeth Stark): Syntaxtheorien. Modelle, Methoden, Motive (= Tübinger Beiträge zur Linguistik, Bd. 469). Narr, Tübingen 2003, ISBN 3-8233-5765-4.
- Grammatik. Form – Funktion – Darstellung (= Tübinger Beiträge zur Linguistik, Bd. 503). Narr, Tübingen 2007, ISBN 3-8233-6366-2.
- Sprache – linearisierte Struktur in Bewegung. Eine Einführung in die Mechanik der Sprache auf der Basis der Kategorialgrammatik (= Stauffenburg-Einführungen, Bd. 31). Stauffenburg Verlag, Tübingen 2015, ISBN 978-3-95809-412-3.

Außerdem mehrere Aufsätze in Fachzeitschriften und Sammelbände.
Festschrift
- Eva Mayerthaler u. a. (Hrsg.): Was grammatische Kategorien miteinander machen. Form und Funktion in romanischen Sprachen von Morphosyntax bis Pragmatik. Festschrift für Ulrich Wandruszka (= Tübinger Beiträge zur Linguistik, Bd. 527). Narr, Tübingen 2011, ISBN 978-3-8233-6671-3 (Schriftenverzeichnis Ulrich Wandruszka S. 23–30).